# Gabrielle Hamilton

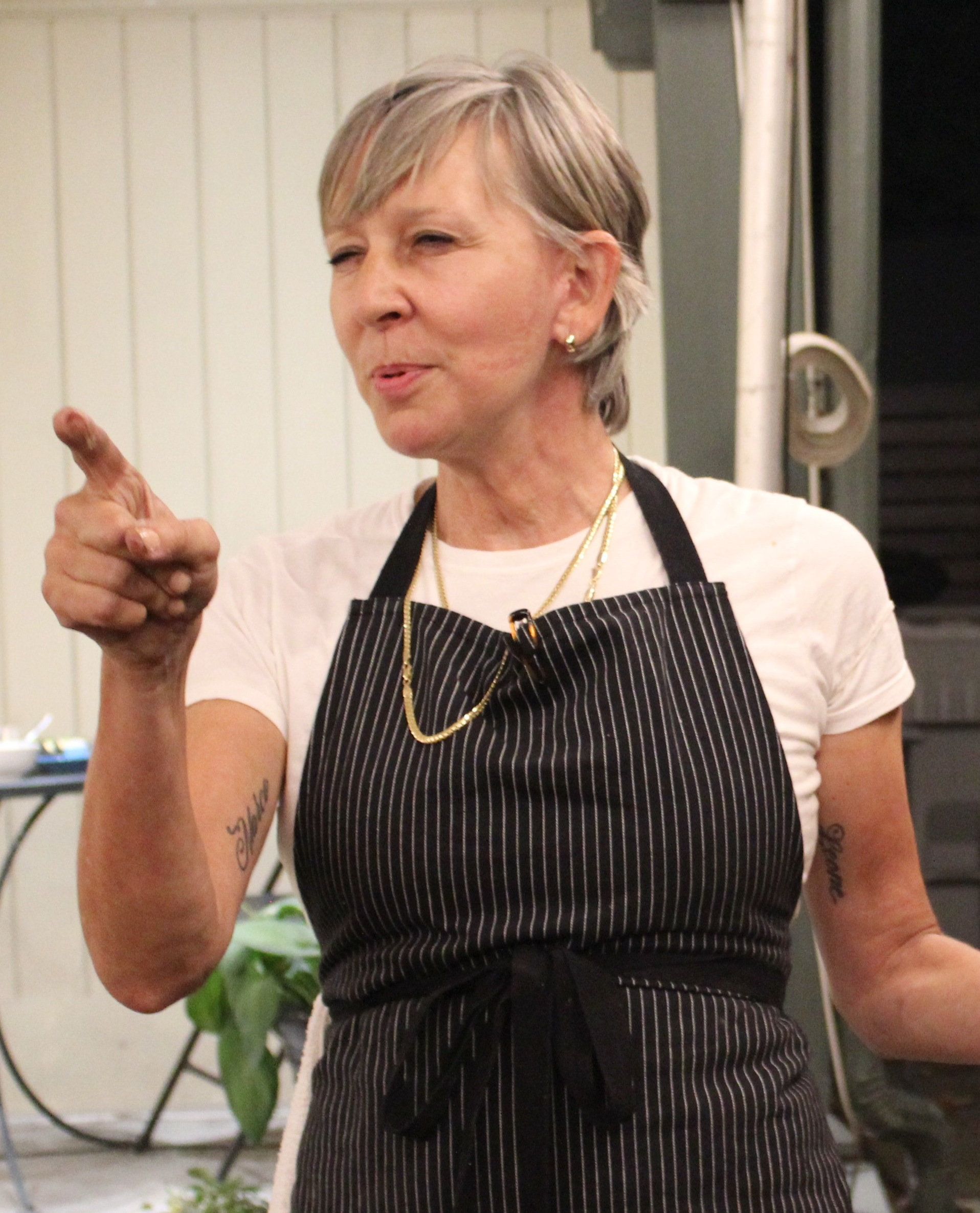
Gabrielle Hamilton

Gabrielle Hamilton (* 1966 in New Hope, Pennsylvania) ist eine US-amerikanische Köchin und Restaurantbesitzerin.

## Leben
Hamilton war durch die Trennung ihrer Eltern in früher Jugend auf sich allein gestellt. Ihre Mutter war eine kochende Französin, die für die amerikanische Küche seltsame Dinge zubereitete. Sie nahm als Dreizehnjährige, sich als Sechzehnjährige ausgebend, ihre erste Stellung in einer Küche an. Im Laufe der Jahre stieg sie von der Position der Küchenhilfe zu einer Hilfsköchin in verschiedenen Cateringfirmen auf.
In späteren Jahren begann Hamilton ein Literaturstudium, welches sie mit einem Masterabschluss in Kreativem Schreiben an der University of Michigan in Ann Arbor abschloss. Im Oktober 1999 eröffnete sie in New York City ihr Restaurant, in welchem kein konzeptuelles oder intellektuelles Essen serviert werden sollte, sondern Dinge, auf die man Lust hat, wenn man wirklich Hunger hat. Über ihren Mann Michele lernte sie die in Italien gepflegte Art des geselligen Kochens kennen und sie hat Italienisches in ihre Küche eingebunden. Ihr Restaurant liegt in der East 1st Street im Upper East Village in Manhattan und trägt den Namen Prune, Pfläumchen, ihren Spitznamen als Kind.
Hamilton lebt mit ihren zwei Söhnen in Manhattan.

## Auszeichnungen und Preise
- 2009 und 2010: Nominierung als  Best Chef in New York City des James Beard Award.
- 2011: James Beard Award als Best Chef in New York City.

## Schriften
- 2011: Blood, Bones, and Butter: The Inadvertent Education of a Reluctant Chef, Autobiografie. Random House, New York City, ISBN 978-1-400068722.
  - 2012: deutsch von Heike Schlatterer: Blood, Bones & Butter. Mein Leben ohne Rezept. Blessing Verlag, München, ISBN 978-3-89667-317-6.[2]